# Penicillium maclennaniae
Penicillium maclennaniae är en svampart som beskrevs av H.Y. Yip 1981. Penicillium maclennaniae ingår i släktet Penicillium och familjen Trichocomaceae.   Inga underarter finns listade i Catalogue of Life.